# Културно-издавачки центар „Српска кућа”
| Културно-издавачки центар „Српска кућа” |                                       |
|                                         |                                       |
| Оснивач                                 | Братислав - Бата Голић                |
| Основан                                 | 14. август 1995.                      |
| Седиште                                 | Хајдук Вељкова 23, · Пожаревац Србија |
| Веб презентација                        | Званична презентација                 |
| Контакт                                 | +381 12 211 099                       |

Културно-издавачки центар „Српска кућа” основан је 14. августа 1995. године, као један од првих приватних културних центара у тадашњој СР Југославији. Центар је основан да би својим радом допринела развоју науке, очувању српске културне писане речи, неговању наслеђа, као и очувању изворних обичаја. Налази се у Пожаревцу у згради прве пожаревачке поште из 1841. године.
Оснивач и власник центра је Братислав - Бата Голић, родом из Власенице са Романије, у Пожаревцу познати привредник и културни радник, патриота и хуманиста.
У „Српској кући” је смештено и ради Друштво за неговања традиције ослободилачких ратова Србије до 1918. године.

## Оснивање
Само оснивање започето је 1995. године откупом и обновом старе зграде, преко пута Владичанског двора у Хајдук Вељковој улици 23. Кућу која је грађена у моравском стилу, саградио је брат Хајдук Вељка, Милутин Петровић звани Ера 1823. године. Године 1841. у њој је отворена прва Пожаревачка пошта и ово је сада једина сачувана пошта из поштанског саобраћаја тог времена.

## Делатности центра
Културно-издавачки центар „Српска кућа” има: галерију са сталном поставком о развоју ПТТ саобраћаја од 1841. године до данас и у којој се одвијају изложбе слика, постоји и модерно опремљен прес центар и Клуб уметника и љубитеља уметности Поштанска касинa, где се организују сусрети књижевника, глумаца, музичара, сликара, туриста, ђака, омладине...

### Галеријска делатност
15-ог Октобра 1999. године отпочет је пројекат Кичицом и пером до лепоте и пријатељства у новом миленијуму. Овај пројекат је рађен под слоганом: Ни један дан без културног догађаја у Српској кући. Од тада је кроз галерију прошло око 50 000 посетилаца, који су посетили 100 изложби (отвараних у 100 субота за редом без прекида), са преко 3000 слика и 1000 скулптура. 
Овај пројекат је само један од примера успешног деловања Културно издавачког центра „Српска кућа”. Тако да се непрестано ради на осмишљавању и реализацији нових пројеката и културних дешавања као што су: Српско сеоско посело, Дани чаја и лековитог биља, Колонија керамике, Ускршње свечаности, Златне руке Стига, Сеоска разгледница...

### Издавачка делатност
Зборник књижевног стваралаштва младих Србије и дијаспоре је посебан пројекат где се од пристиглих кратких прича и песама младих аутора на књижевни конкурс центра, изабране најбоље и објављене у Зборнику, који је регистрован код Народне библиотеке у Београду, па су, самим тим, и млади аутори постали регистровани писци. Центар је приредио је и Зборник књижевног стваралаштва младих Републике Српске.
На тај начин створено је мноштво младих писаца у Србији и дијаспори, која броји више од 20.000 чланова.

## Признања
- Повеља општине Пожаревац, поводом дана просветних радника за допринос у васпитању и образовању.